# 春日皇子
春日皇子（かすが の みこ、欽明天皇21年（560年）頃 - 推古天皇23年?（615年））は、古墳時代終末期から飛鳥時代にかけての皇族。敏達天皇とその妃・春日老女子（かすがのおみなご）の第二皇子。難波皇子の同母弟。桑田皇女、大派皇子の同母兄。

## 記録
用明天皇2年（587年）、泊瀬部皇子・竹田皇子 ・厩戸皇子・難波皇子らの諸皇子とともに、物部守屋討滅軍に参加している。この軍には老女子の父、春日臣仲君と推定される「春日臣」が参加しているところから、母方の血縁者の協力を得ていることが分かる。
春日臣は大和国添上郡春日郷（現在の奈良市白毫町付近）を根拠地とした氏族で、和珥氏の本宗家であり、欽明天皇の頃に本拠地を和邇から春日に移し、改姓したものとされている。春日氏は代々皇妃を輩出しており、老女子のほかに代々、春日臣日抓の娘糠子（あらこ）が欽明天皇の妃になっており、春日大娘皇女を生んだ雄略天皇の妃の春日和珥童女君は春日和珥臣深目の娘、春日山田皇女を生んだ仁賢天皇の妃の糠君娘（あらきみのいらつめ）は和珥氏出身である。

## 系譜
- 父：敏達天皇
- 母：春日老女子（春日仲君の娘）別名：薬君娘（くすりこのいらつめ）
- 妻：不詳
  - 男子：宮処王 - 子孫は春日真人
  - 男子：広瀬王 - 子孫は香山真人

一般に流布している小野氏系図では、春日皇子の子に小野妹子がいたとするが、これは後世の仮冒であるとされる。